# Casa Salvador Puig
La casa Salvador Puig és un edifici situat al carrer de la Blanqueria, 14-14 bis i dels Cecs de Sant Cugat, 9, catalogat com a bé cultural d'interès local.

## Història
El 1774, el comerciant Salvador Puig i Traverset va demanar permís per a reedificar el frontis del carrer Mitjà de la Blanqueria, i novament el 1785 per a reformar dues portes al carrer dels Cecs.
Posteriorment, la propietat va passar a mans del comerciant de productes colonials Gabriel Colom i Llansó, que el 1795 va demanar permís per a construir un rebost sobre el tercer pis, i novament el 1796 per a eixamplar un clavegueró i una finestra. El 1800 va demanar permís per a eixamplar la porta de l'escala de veïns i una finestra, i novament el 1806 per a eixamplar la porta del magatzem al carrer dels Cecs, segons el projecte del mestre de cases Joan Garrido i Julià.

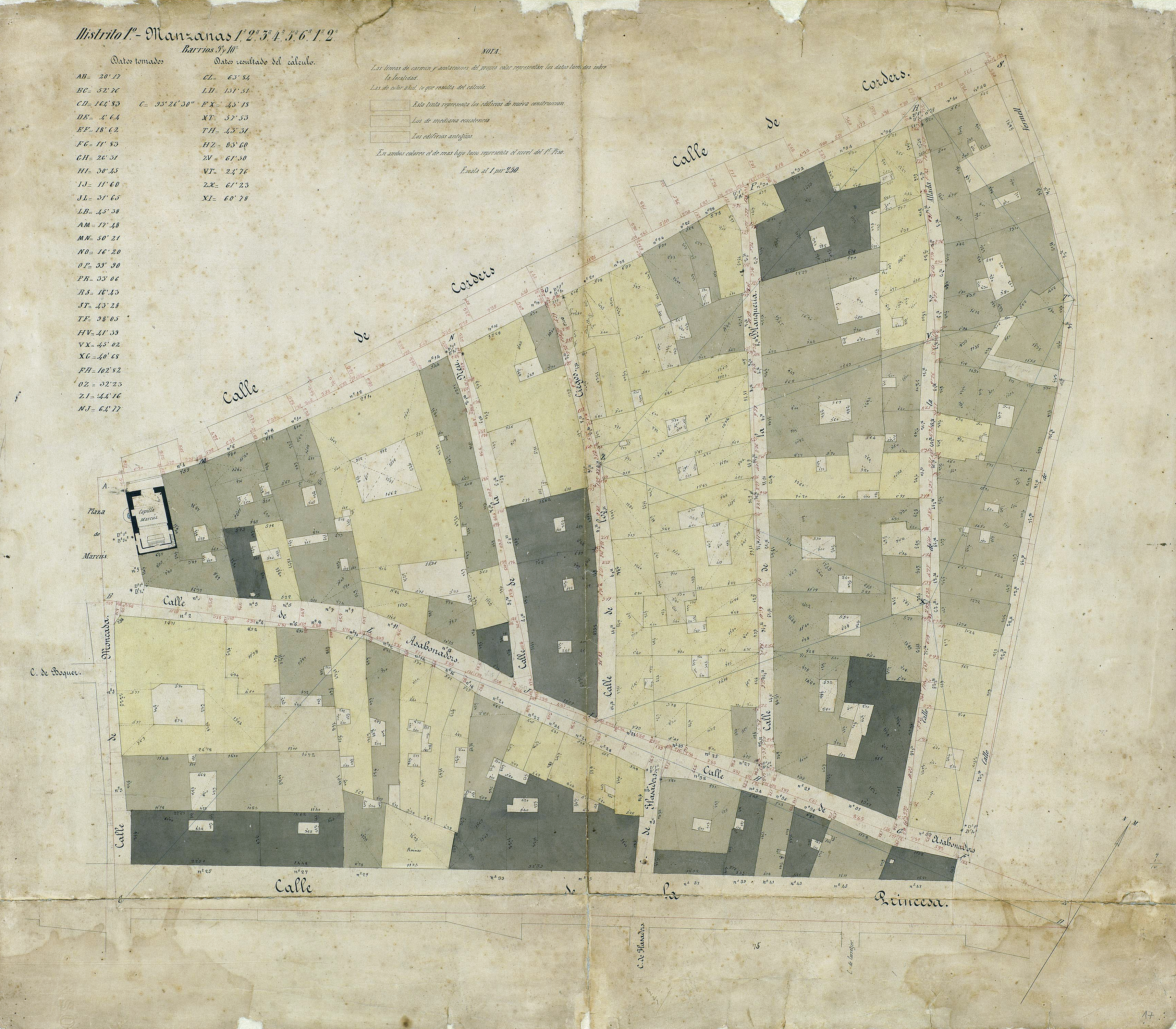
Quarteró núm. 17 de Garriga i Roca (c. 1860)

## Descripció
Casa senyorial de planta baixa i tres pisos, articulada al voltant d'un pati central, on hi ha elements característics com una fornícula amb la imatge de Sant Miquel.
La façana principal té cinc obertures per planta: quatre portals d'arc carpanell i un més gran de linda motllurada als baixos, i tres balcons amb baranes de ferro forjat i llosana de ceràmica i una finestra als pisos. Hi destaquen els esgrafiats amb motius d'amorets sobre pedestals, gerros i vegetació. També hi ha unes garlandes que pengen de les faixes a l'alçada dels forjats. La façana posterior és similar, amb dos balcons i una finestra per planta.